# Membre de Bison
Le membre de Bison, dans le ressort Ollainville, était une dépendance de la commanderie du Déluge des Hospitaliers de l'ordre de Saint-Jean de Jérusalem. Elle était la propriété de Ferdinand Mercadek de Rohan, archevêque de Bordeaux et seigneur Ollainville qui la vendit aux Hospitaliers.
Elle comprenait 183 Arpents de terre.

## Sources
- Eugène Mannier, Les commanderies du grand prieuré de France d'après les documents inédits conservés aux archives nationales à Paris, Paris, 1872 (lire en ligne)